# Алибеков, Муталип Омарович
Муталип Омарович Алибеков (род. 18 июня 1997, Махачкала, Россия) — российский футболист, защитник клуба «Динамо (Махачкала)».

## Биография
Воспитанник ЦСКА, был капитаном молодёжного состава. Дебютировал за основной состав команды 21 сентября 2016 года в матче Кубка России против «Енисея». В 2017 году подписал контракт с клубом ФНЛ «Химки». В январе 2019 года на правах аренды перешел в калининградскую «Балтику». По окончании сезона подписал с клубом полноценный контракт.
В марте 2020 года «Балтика» отдала его в годичную аренду в клуб высшей лиги Белоруссии «Смолевичи». Алибеков дебютировал в матче первого тура 20 марта против действующего чемпиона страны «Динамо-Брест» (1:1).
В конце июля 2021 года на правах свободного агента стал игроком возрождённого махачкалинского «Динамо», в составе которого дебютировал 1 августа в матче первенства.
21 июля 2024 года дебютировал в РПЛ, сыграв в гостевом матче первого тура против подмосковных «Химок» (1:1).

## Сборная
В 2015—2016 годах Алибеков входил в состав сборной России до 19 лет. Вместе с ней он участвовал в отборочном раунде юношеского Чемпионата Европы.

## Достижения
«Динамо» (Махачкала)
- Победитель группы 1 Второго дивизиона ФНЛ: 2021/22.